# Петър Дамиани
Петър Дамиани (варианти на изписване: на латински: Petrus Damianus; на френски: Pierre Damien и на немски: Petrus Damiani) е средновековен теолог и поет, учител на Светата Римокатолическа църква (Doctor Ecclesiae), кардинал и светец.

## Биография
Съгласно поверието той е роден пет години след смъртта на Ото III в благородническо, но бедно семейство. Поставен под надзора на един от братята си, той става свинар. След това е привикан от друг свой брат, архиехископ на Равена, който го настанява в училище. В знак на благодарност Петър прибавя към своето име това на своя благодетел, Дамиани. Детето постига значителни успехи, дори се записва в университет, първоначално в Равена, след това във Фаенца и Парма. Става професор по реторика.
С порастването си той открива у себе си призвание за отшелничество и се оттегля през 1035 г. в манастира Фонте Авелана (близо до Губио), основан няколко години по-рано от последния от отците пустинници – свети Ромуалд (1042 г.). Той се отличава със строгостта на наказанията по време на покаяние, които си причинява. През 1043 г. става абат на манастира. С желание участва в движението за реформи в Църквата, предвождано от Григорий VII. Той се прославя със строгостта на своите проповеди срещу симонията и николаима (похотта сред духовниците). През 1051 г. издава „Гоморска книга“ (Liber Gomorrhianus), където разобличава пороците сред свещениците – най-вече хомосексуалните, за които призовава за изключване от Църквата. Лъв IX отказва да последва това негово искане, в отговор на което Дамиани съставя протестно писмо, но заради някои прями пасажи в книгата тя е била потискана. Също така свети Петър Дамиани яростно се противопоставя на разпространеното повторно посвещаване на свещеници – бивши еретици.
Взима участие в множество синоди, а през 1058 г. е издигнат за кардинал-епископ на Остия от Стефан IX. След смъртта на последния, Петър взима страна срещу антипапата Бенедикт X, за което е заточен обратно в отшелничество. През 1059 г. е изпратен като легат при Медиоланския епископ, където гъмжи от симония и женени свещеници. С помощта на Патарените, блюстители на безбрачието сред духовниците, той възстановява реда и спечелва признанието на архиепископа и местния клир. Той допринася за осъждането на Беренгар Турски (от град Тур), оспорващ пресъществяването. На третия, Летрански синод той налага декрет, чрез който се запрещава на миряните да присъстват на литургия на женен свещеник или такъв, съгрешаващ плътски без брак.
През 1069 г. той се изправя срещу император Хайнрих IV с толкова убедителни аргументи, че последният, почти без да промълви възражение, се отказва от намерението си за развод.
През 1072 г. той се разболява от треска при връщането си от пътуване до Равена. Умира в манастира „Св. Мария Ангелска“, където е незабавно погребан от монасите, боящи се от загубване на мощите. Почти загубени, тленните останки на св. Петър Дамиани са пренасяни общо 6 пъти. От 1898 г. намира вечен покой в посветена нему капела на катедралата на Фаенца. Въпреки че не е канонизиран локално, съществува местен култ още от момента на кончината му във Фаенца, в Мон-Касен, Клюни и Фонте Авелана. През 1823 г. папа Лъв XII разпростира почитането му над цялата Църква, обявявайки го за Doctor Ecclesiae.

## Теологическо учение
В своето произведение De divina omnipotentia in reparatione corruptae et factis infectis reddendis („За всемогъществото божие в поправянето на покварата и превръщането на случилото се в никога не било“) той защитава позицията, че за Бог няма нищо невъзможно, включително да превърне веднъж случилото се в никога несъществувало. Тази позиция не е официално утвърдена в днешната Римокатолическа църква, но е застъпена в религиозния екзистенциализъм най-вече при Киркегор („Бог означава всичко е възможно и всичко е възможно означава Бог“) и Лев Шестов, който многократно в своите произведения се позовава на тази позиция на кардинал св. Петър Дамиани.

## Произведения
Творчеството му включва 158 писма и 75 проповеди. Автор е също на жития и трактати:
- De divina omnipotentia (За всемогъществото Господне).
- Едно disputatio с юдейски мъдрец по темата за Троицата и Месията
- Liber gratissimus, срещу симонията
- De brevitate vitæ pontificum romanorum
- Livre de Gomorrhe [Писмо 31, до папа Лъв IX, ок. 1050], éd. C. Gaetani dans Patrologie Latine, éd. Jean-Paul Migne, t. 145, c. 161 – 190